# Riki Cakić
Orhan "Riki" Cakic, född 17 juni 1990 i Banja Luka, Jugoslavien, är en svensk fotbollsspelare.

## Karriär
Cakić moderklubb är IF Sylvia. Han har sedan 2005 spelat för IFK Norrköping. Han var på lån i Assyriska FF 2011 och under vårsäsongen 2012 var Cakić utlånad till Ljungskile SK. Under hösten 2012 blev Cakic utlånad till IK Sleipner, där han redan i första matchen mot Örgryte IS skadade sitt knä och fick tillbringa resten av säsongen att rehabträna. Säsongen 2013 var han utlånad till IF Sylvia i division 1.
Den 8 mars 2014 skrev Cakic på för IK Sleipner.